# 미니노바
미니노바(Mininova)는 비트토렌트 다운로드를 제공하는 웹사이트이다. 미니노바는 저작물을 제공하는 큰 규모의 웹사이트이지만, 2009년 11월, 네덜란드 법원의 법적 조치에 따라 저작권 소유가 있는 자료를 포함하여, 일반 사용자가 업로드한 모든 자료가 삭제되었다.

## 역사
이 사이트는 네덜란드에 본사를 두고 있으며, Suprnova.org의 뒤를 이어 2005년 1월 시작되었다.2007년 4월, 미니노바 BV (Mininova.org 도메인을 운영하는 회사)는 피셔에 의해 악용되고 있던 mininova.com 도메인을 획득했다.
'미니노바'라는 단어는 2006년 구글의 검색어 순위에서 9위를 기록했다. 2008년 5월에는 미니노바에서 5억건 이상의 자료가 다운로드된 것으로 기록되었다. 또한 미니노바는, Snotr라는 이름의 동영상 공유 사이트를 운영하고 있다.

## 법적 조치
2009년 5월, 네덜란드 저작권 집행 단체인 BREIN이 미니노바에 공유되고 있는 저작권 파일을 차단할 것을 요구하는 민사 소송을 제기하였다.소송이 진행되는 동안, 미니노바측은 식별된 저작권 파일은 일반 사용자의 사용이 불가능하다고 명시하였으나, BREIN은 저작권 침해가 우려되는 모든 파일들을 제거하겠다고 했다.2009년 5월 6일, 미니노바의 콘텐츠 저작권 침해에 대한 재판이 시작되었다. 2009년 8월 26일, 위트 레흐트 지방 법원은 미니노바에게 3개월 이내에 모든 저작권 파일을 삭제, 또는 500만 유로 (한화 약 75억원 상당)의 벌금 납부를 지시했다.
2009년 11월 26일, 미니노바는 저작권 보호 콘텐츠를 필터링 할 수 있는 시스템을 찾을 수 없다며, 위트 레흐트 법원의 판결에 따라 저작권 콘텐츠를 유통할 수 있는 플랫폼을 제한시켰다.이것은 사이트에 업로드된 99.3% 이상의 파일에 해당되는 것이었다.그 결과, 며칠만에 사이트의 접속율은 기존의 66%로 떨어지고, 파일 다운로드 횟수도 기존의 4%대로 추락했다. 알렉사 인터넷에 따르면, 미니노바의 미국 내 접속율은 2009년에 11월에는 상위 100위 안에 들었으나, 2010년 1월 30일은 1000위 밖으로 벗어났다.
미니노바는 법원의 판결에 호소하여, BREIN에게 공개되지 않은 금액의 합의금을 지불함으로써 2010년 12월 소송이 종료되었다.

## 같이 보기
- 비트토렌트 사이트 간 비교
- 저작권 침해